# Dialeurodes russellae
Dialeurodes russellae là một loài côn trùng cánh nửa trong họ Aleyrodidae, phân họ Aleyrodinae.
Dialeurodes russellae được Sundararaj & David miêu tả khoa học đầu tiên năm 1991.